# 聖安東尼奧 (智利)

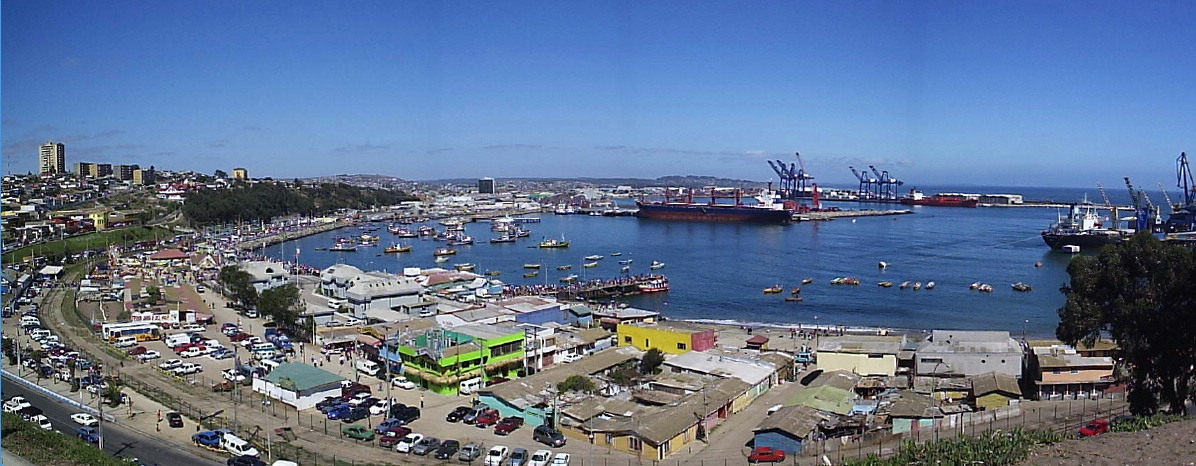

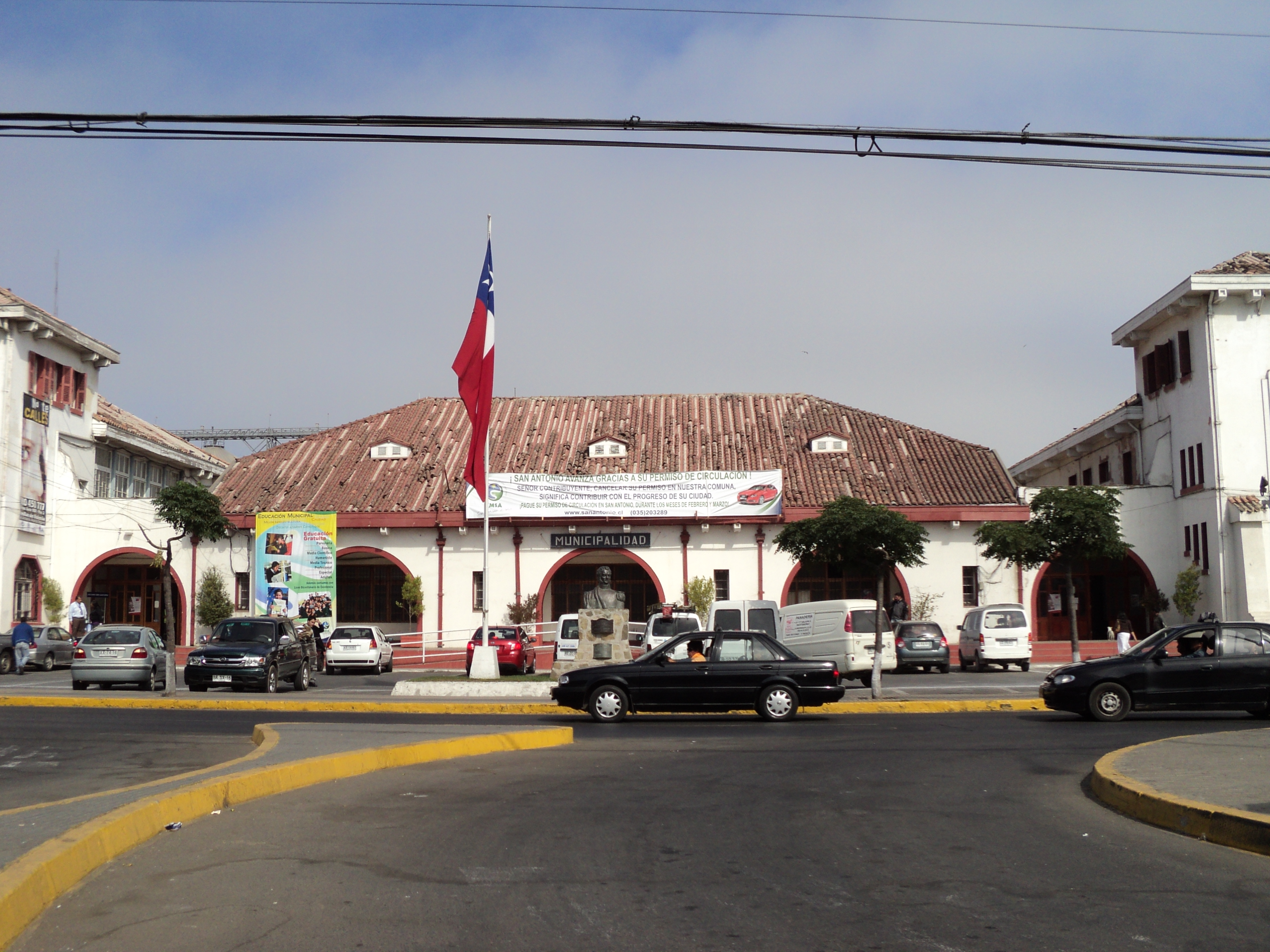

聖安東尼奧是智利的城鎮，位於該國中部，由瓦爾帕萊索大區負責管轄，也是聖安東尼奧省的首府，始建於1894年，面積404平方公里，海拔高度4米，2002年人口87,205，人口密度每平方公里215.9人。